# Crataegus vailiae
Crataegus vailiae är en rosväxtart som beskrevs av Nathaniel Lord Britton. Crataegus vailiae ingår i Hagtornssläktet som ingår i familjen rosväxter. Inga underarter finns listade i Catalogue of Life.